# コロンビア・ロー・スクール
コロンビア・ロー・スクール（Columbia Law School、略称CLS）は、ニューヨーク州ニューヨーク市にあるコロンビア大学のロー・スクールである。
1858年設立。ハーバード、イェール、スタンフォード、ニューヨーク、シカゴと共にアメリカ合衆国のトップロースクールの一つ。2名の合衆国大統領、9名の合衆国最高裁判所判事を輩出した。

## 修了者

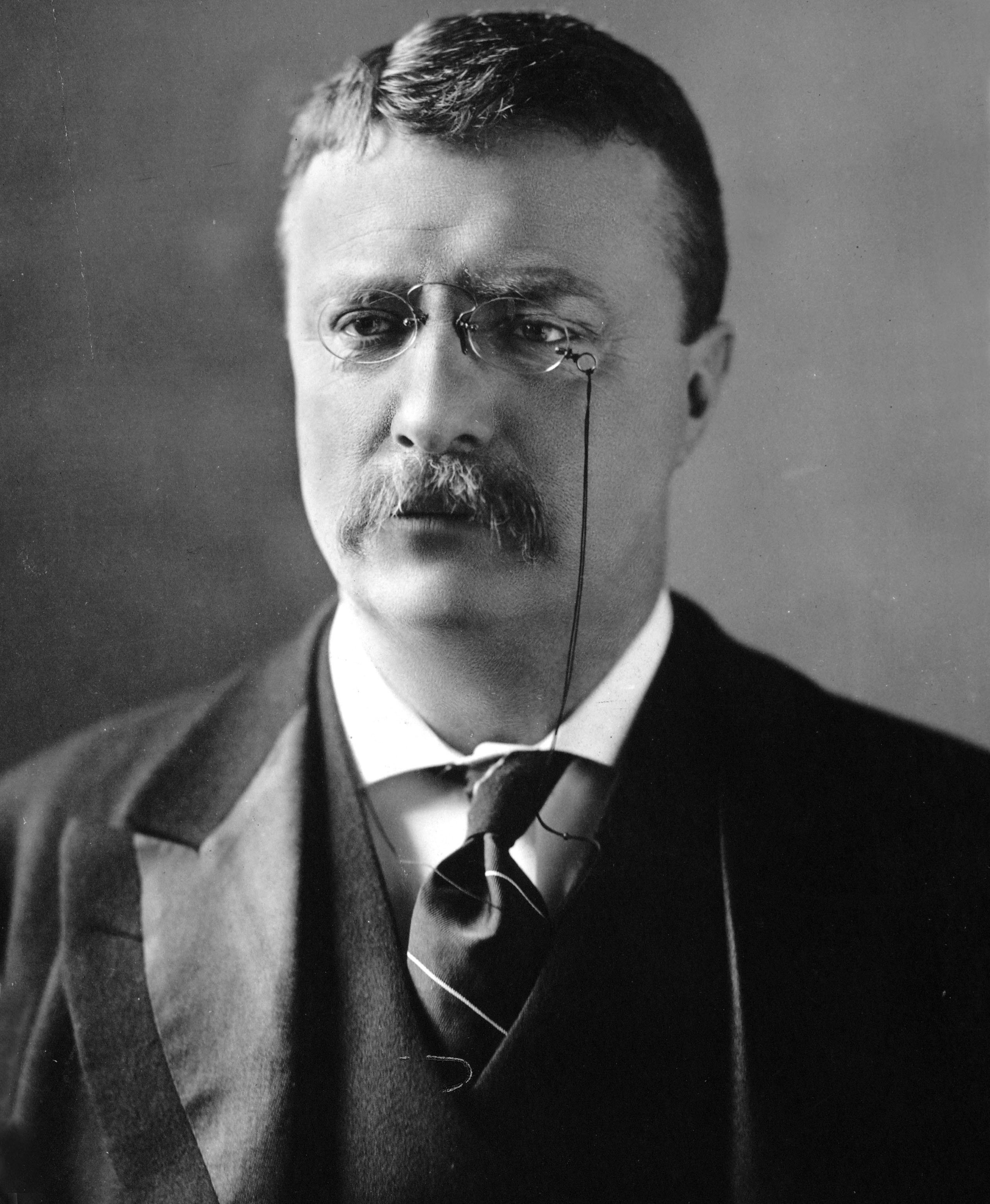
セオドア・ルーズベルト

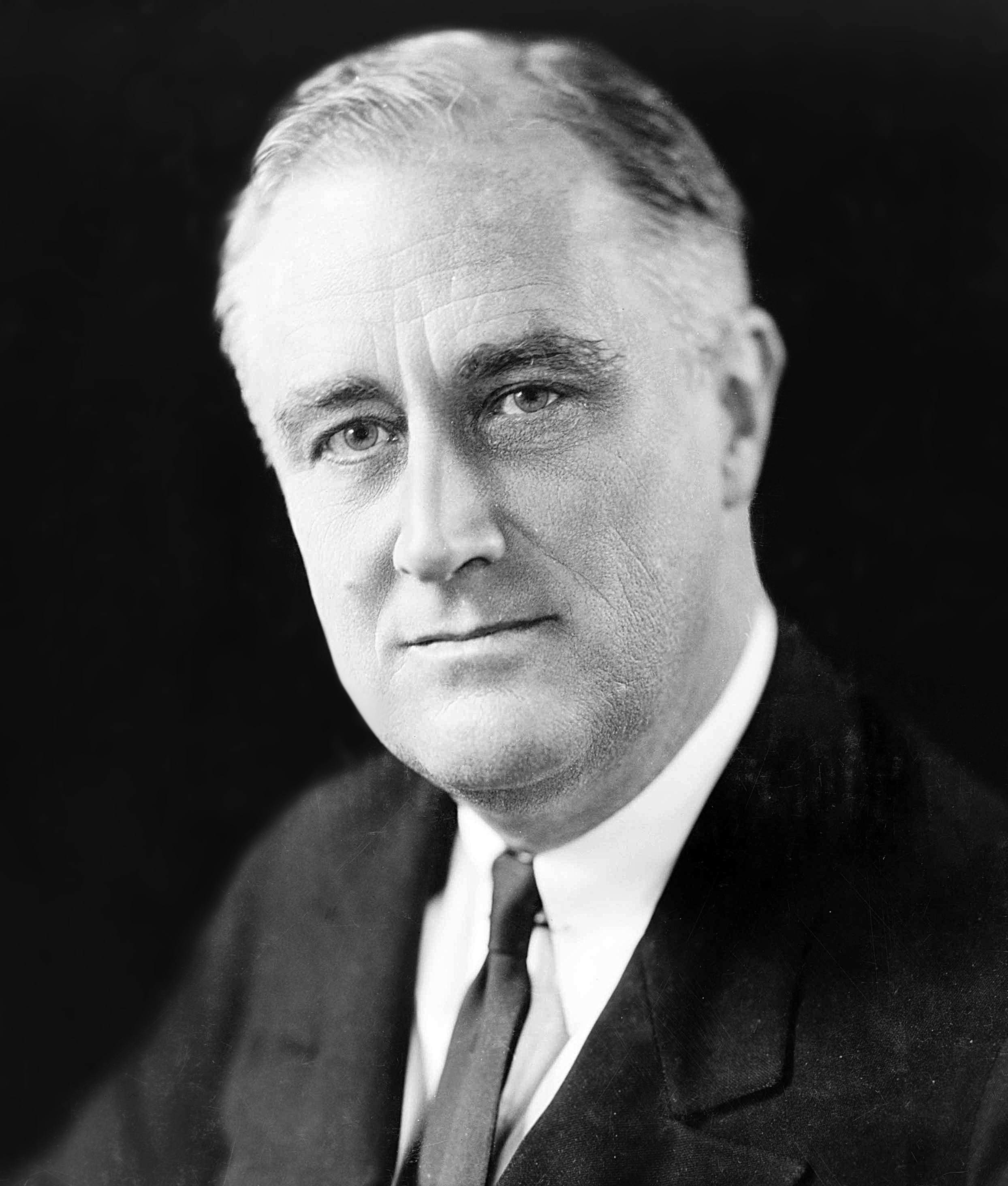
フランクリン・ルーズベルト

### 政界

#### 日本
- 風木淳（内閣府宇宙開発戦略推進事務局長）[4]
- 山下貴司（政治家、法務官僚、法律家、第100代法務大臣、衆議院議員）

#### ヨーロッパ
- ジュリアーノ・アマート（イタリア首相）
- ミヘイル・サアカシュヴィリ（ジョージア大統領）

#### アメリカ
- ジョン・ジェイ（初代連邦最高裁判所長官、ニューヨーク州知事、「建国の父」の一人）
- セオドア・ルーズベルト（第26代アメリカ合衆国大統領）
- フランクリン・ルーズベルト（第32代アメリカ合衆国大統領）
- チャールズ・エヴァンズ・ヒューズ（国務長官、連邦最高裁判所長官）
- ハーラン・ストーン（連邦最高裁判所長官）
- アンドリュー・ヤン（実業家、2020年アメリカ合衆国大統領民主党予備選挙候補者）

### 法曹界
- 寺田逸郎（日本国最高裁判所長官）
- ルース・ギンズバーグ（連邦最高裁判所判事）

### 学界
- 和仁亮裕（上智大学教授）